# Mandarinka
Patka mandarinka ili samo mandarinka (lat. Aix galericulata) je patka srednje veličine iz roda Aix, koja ima vedro obojeno perje i potječe iz Kine. Blisko je povezana s karolinkom. Može biti u nekoliko mutacija što se tiče boje: bijela (najčešće), žuta i crna.

## Opis
Prosječna duljina mandarinke je 43-51 cm, a raspon krila 65-75 cm. Rep je dug 10,2-10,4 cm, a kljun je 27,9 mm. 

### Mužjak
Mužjak mandarinke je patka najljepšeg perja. Njegova kruna se spušta do duge perjanice i kestenjastih obraza. Prsa su mu kestenjasta s okomitim crno-bijelim prugama. Trbuh i donji dio tijela su mu bijeli s crnim i zlatnim prugama. Leđa i rep su maslinastosmeđi. Gornji dio repa je plavo-zelenkaste boje, a lopaticom se prelijeva plava boja. Gornja površina krila je maslinastosmeđe boje. Kljun je crvene boje. Noge su bjelkaste sa žutim stopalima.

### Ženka
Perje ženke je manje raskošnih boja koje variraju od sive i bijele do smeđe i maslinastosmeđe. Kruna, strana glave i vrat su sivi, s bijelim očnim "prstenom" i crtom koja se sužava prema vratu. Grlo i prednja strana vrata su bijeli. Na prsima i jednoj strani tijela nalazi se gola koža bijele boje. Leđa su sivosmeđe boje i imaju niz bijelih mrlja u donjem dijelu. Krila su slična kao kod mužjaka. Kljun je sivocrn. Noge i stopala su crvenkastožute boje. Ženkama nemaju perjanicu na glavi. Nezrele ptice nalikuju ženkama, ali mužjaci imaju ružičast kljun. Tijekom razdoblja mitarenja kada mandarinke odbacuju svoje šareno perje, mužjaci nalikuju ženkama, ali mogu se razlikovati po crvenom kljunu.

## Ponašanje
Mandarinka lovi tako što uroni glavu u plitku vodu. Hrani se i danju i noću, ali dan najviše provede u hladovini.
Mužjaci se agresivno letom udvaraju ženkama. Oni su jedni od rijetkih mužjaka koji čuvaju pačiće i kada su sposobni za let. Mandarinke su jako društvene, ali mužjaci se često bore jedni s drugima. Mužjaci stvaraju nazal, dok ženka poziva mužjaka pozivom koji zvuči kao "kiit".
Udvaranje započinje u jesen i uključuje razne pokrete mahanja i čišćenje perja. Ženka preuzima inicijativu u izboru partnera. Ona započinje parenje izvodeći pokrete glavom i šireći se potrbuške na vodi. Mužjak uroni kljun u vodu prije nego što se popne na ženku. Potom otpliva daleko od ženke, okreće leđa u njezinom smjeru. 
Ako su isti partneri živi tijekom više sezone parenja, oni radije obnavljaju staru vezu, nego uspostavljaju novu. Zbog njihove uzajamne odanosti, u Kini i Japanu mandarinke se smatraju simbolom ljubavi, sreće i bračne vjernosti.
Sezona mitarenja započinje u rano ljeto i završava krajem rujna. Tijekom tog razdoblja obično traže zaštitu šumskih područja dobro skrivenih teškim granama. Mitarenje ženke određeno je njezinim stanjem u to vrijeme. Ako se gnijezdi, njezino mitarenje je usporeno. Mužjacima odbacivanje perja žarkih boja služi kao zaštita od grabežljivaca.

## Ishrana
Mandarinka se hrani sjemenkama, žirevima, žitaricama, vodenim biljkama, kukcima, puževima i ribama. Ishrana je sezonska. U jesen žirevi i žitarice, u proljeće kukci, puževi, ribe i raslinje. Tijekom ljetnih mjeseci na jelovniku su joj crvi, skakavci, male ribe, žabe, mekušci i male zmije.

## Razmnožavanje i razvoj
Gnjezdi se u rupama u stablima obično iznad vode. Ženka prosječno polaže 8-10 jaja. Jaja su dimenzija 56 mm x 42 mm. Majka odbacuje perje kako bi pokrila jaja. Ponaša se vrlo zaštitnički prema jajima i pačićima. Mužjaci ne sudjeluju u zaštiti jaja u procesu inkubacije koji traje oko mjesec dana. 
Kad se pačići izlegnu, kotrljaju se do tla iz rupa u stablu. Iznenađujuće je što pri tom prolaze neozljeđeni. Instinktivno slijede svoju majku. Za otprilike 8 tjedana mladi dobivaju perje i sposobnost leta. Mogu doživjeti 10 godina.     

## Rasprostranjenost i stanište
Mandarinka je nastala u Kini, ali može se naći svugdje gdje postoji odgovarajuće stanište. U Kini je bila poznata još i prije Krista. U Europu mandarinka donesena početkom 18. stoljeća. Smatra se da je poluselica i polukolonijalna. Raspršila se diljem jugoistočne Rusije, sjeveroistočne Kine, Japana, južne Engleske i Sibira. Uvedena je za gniježdenje na zapadu da bi poslužila raznim avikulturalistima i može se naći u zoološkim vrtovima diljem svijeta. Mandarinke žive u šumovitim područjima pokraj vode gdje mogu naći drveće s otvorima za gniježdenje. Naklone su planinskim područjima s potocima, močvarama i šumama.

## Galerija
- Par
- Mužjak
- Ženka
- Pače
- Jaja Aix galericulata